# Обсерваторія Балдоне
Обсерваторія Балдоне — державна астрономічна обсерваторія, розташована за 5 км від міста Балдоне (38 км від Риги), Балдонський край, Латвія. Належить міністерству освіти і науки Латвії, наукове керівництво здійснюється Астрономічним Інститутом Латвійського Університету. У радянський час обсерваторія носила назву Радіоастрофізична обсерваторія Академії наук Латвійської РСР. Організована в 1967 році на основі Астрофізичної лабораторії АН Латвійської РСР.

## Історія обсерваторії
У 1957 році група астрономів з АН СРСР досліджувала гори району Балдоне на можливість встановлення тут обсерваторії. Було зроблено експертний висновок про придатність даного місця для будівництва. Спочатку було побудовано 4 павільйони, а в 1959 році було встановлено перший інструмент, на той момент найбільший астрономічний телескоп у Латвії з апертурою 20 см. На нього незабаром було встановлено радянський електрофотометр (всього було передано обсерваторії 2 електрофотометри). Першими тематиками роботи обсерваторії стали вуглецеві зорі, радіоспостереження штучних супутників Землі і Сонця, а також служба точного часу. Це була єдина обсерваторія в СРСР, яка займалася вивченням червоних гігантів з порівняно низькою температурою (від 1500 до 3000 К), розрідженою атмосферою і високим вмістом вуглецю, цирконію і титану, спектрального класу М. В 1964 році почалися переговори з фірмою «Карл Цейс» (НДР) про можливість купівлі камери Шмідта. Ще один аналогічний інструмент в СРСР був замовлений для Бюраканської обсерваторії (Вірменія). У березні 1965 року телескоп був доставлений в обсерваторію. Це була камера Шмідта з діаметром дзеркала 120 см, діаметр корекційної пластини — 80 см, фокусна відстань — 240 см, поле зору 5 х 5 градусів. Телескоп був встановлений в 1966 році, а перше світло було отримане в ніч з 7 на 8 грудня. У 2005 році було проведено оновлення покриття дзеркала камери Шмідта. У 2006 році знімання на фотопластинки було замінено на ПЗС-камеру. Станом на 2010 рік в обсерваторії працював лише телескоп Шмідта. У 2007 — 2013 роках реалізувалася програма оцифрування склотеки обсерваторії зі створенням віртуальної обсерваторії (загальний доступ до даних через мережу Інтернет).

## Керівники обсерваторії
- Засновник обсерваторії — Яніс Ікаунієкс[1][2]
- Зараз[коли?] — доктор фізики Ілгмарс Еглітіс

## Інструменти обсерваторії
- 20-см телескоп (D = 20 см, 1959 рік) з електрофотометром
- Камера Шмідта (D = 1.2/0.8 м, F = 2.4 м, Цейс, 1966 рік) + SBIG ST-10XME поле зору 21 х 14 кут. мін.)
- Два 55-см рефлектори системи Кассегрена (ЛОМО) з електрофотометрами
- SLR LS-105 телескоп системи Кассегрена-Куде з лазерним далекоміром (D = 105 см, F = 11,6 м липень 2006 року)[3][4]
- Стаціонарний радіотелескоп (S=80 м2, 1959 рік)
- Повноповоротний радіотелескоп з діаметром параболічної антени 10 м для спостережень Сонця (1965 рік)
- Камера відстеження та фотофіксації з землі польотів космічних апаратів серії «Супутник» (1959 рік)[5]

## Напрямки досліджень
- Фотометричні та спектральні дослідження зірок пізніх спектральних класів (вуглецеві зірки)
- Радіовипромінювання Сонця в дециметровому і сантиметровому діапазонах хвиль
- Спостереження навколоземних об'єктів (астероїди і комети)
- Позагалактичні нові в туманності Андромеди (М31)
- Комети
- Змінні зорі

## Основні досягнення
- З 1968 року в обсерваторії Балдоне було виявлено 318 раніше не відомих вуглецевих зірок (близько 5 % з усіх відомих у даний час в Чумацькому Шляху вуглецевих зірок), 150 змінних зірок, 70 спалахів Нових в М31, а також понад 10 астероїдів, включно з навколоземними.
- Уточнення орбіти Плутона
- Робота за програмою СоПроГ[ru] (спостереження комети Галлея)
- 25500 знімків зоряного неба за 40 років роботи 1.2-метрової камери Шмідта з проникненням до 20 зор. вел.

## Цікаві факти
- Єдина професійна латиська астрономічна оптична обсерваторія
- 1.2-метрова камера Шмідта — найбільший інструмент такого типу в Прибалтиці
- Максимальна експозиція на 1.2-метровій камері Шмідта складає всього 20 сек